# NORDIC GLIDING
NORDIC GLIDING & aviation magazine er et nordisk svæveflyvetidsskrift, som er udkommet siden 2013. Tidsskriftet indeholder artikler om svævefly og -flyvning samt relateret organisationsstof. Artiklerne er forfattet på eller oversat til et af de skandinaviske sprog, idet centrale begreber forklares på andre sprog.
Tidsskriftet har et oplag på 5.000 eksemplarer og udgives af et dansk anpartsselskab, som de danske, norske og svenske nationale svæveflyveorganisationer står bag. Jens Trabolt er ansvarshavende redaktør og primær skribent på bladene.